# 애나 캠프
애나 캠프(Anna Camp, 1982년 9월 27일 ~ )는 미국의 배우이다.

## 작품 목록
- 카페 소사이어티
- 원 나잇
- 피치 퍼펙트 3
- 데스페라도스 - 브룩 역